# Sophronica rufuloides
Sophronica rufuloides là một loài bọ cánh cứng trong họ Cerambycidae.